# Фрідріх II (герцог Верхньої Лотарингії)
Фрідріх (Феррі) II (нім. Friedrich II., фр. Ferry II; між 995 та 999 — 18 травня 1026) — 3-й герцог Верхньої Лотарингії в 1026 році.

## Життєпис
Походив з Арденнського дому, його Барруанської гілки. Старший син Тьєррі I, герцога Верхньої Лотарингії та графа Бара, й Ріхільди фон Блейсгау. Народився між 995 та 999 роками. Оженився близько 1016 року на представниці роду Конрадінів.
Замолоду долучився до походів батька. У 1018 році брав участь у кампанії проти бургундського королівства, під час якої Тьєррі I потрапив у полон. Тоді Фрідріх очолив військо, з яким вдерся до Шампанії, завдавши поразки біля Понлевуа графу Еду II де Блуа. 1019 року стає співволодарем батька в Верхній Лотарингії. Точний титул невідомо, але напевне мав герцогські регалії.
1024 року разом з батьком долучився до повстання проти нового імператора Конрада II. Діяв спільно з Ернстом II, герцогом Швабії, атакувавши Страсбург. Був серед тих, хто запропонував імператорську корону Роберту II, королю Франції. Після його відмови згодом замирився з імператором. Але все одно планував змови проти Конрада II.
Помер у травні 1026 року. Дослідники до тепер сперечаються, чи пережив Фрідріх II свого батька, який за офіційними відомостями помер у квітні 1026 року. Проте деякі вважають, що Тьєррі I жив до 1027, ба навіть 1032 року. Таким чином, одноосібним герцогом став син Фрідріха II — Фрідріх III. В будь-якому разі Фрідріх II не встиг тривалий час панувати, оскільки між офіційною смертю батька та його власною пройшов один місяць.

## Родина
Дружина — Матильда, донька Германа II, герцога Швабії
Діти:
- Фрідріх (бл. 1017—1033) — герцог Верхньої Лотарингії
- Софія (бл. 1018—1093) — дружина Людовик де Скарпона, граф Монбельяра
- Беатріса (бл. 1017—1093) — дружина: 1) Боніфація IV, маркграфа Тоскани; 2) Готфріда II, герцог Нижньої Лотарингії